# Stéphane Tchalgadjieff
Stéphane Tchalgadjieff est un producteur et réalisateur de cinéma français d'origine arménienne né le 9 août 1942 à Plovdiv en Bulgarie (naturalisé français en 1953),.

## Biographie
Stéphane Tchalgadjieff naît en Bulgarie et s'installe à Paris avec sa famille à l'âge de 7 ans. Il étudie l'Anthropologie à l'Université Columbia. Il part ensuite faire des recherches en Amérique centrale avec un universitaire de San Francisco; il y restera un an. Il revient ensuite en France et se retrouve assistant de production sur le film Paris vu par... (1965), film réalisé par Claude Chabrol, Jean-Luc Godard, Éric Rohmer, Jean Douchet, Jean-Daniel Pollet, Jean Rouch. 
En 1969, le film L'Amour fou de Jacques Rivette le bouleverse. Il finit par rencontrer le réalisateur qui devient son ami. La même année, Il est assistant de production sur More de Barbet Schroeder.  
En 1971, il produit Out 1, noli me tangere de Jacques Rivette, libre adaptation hors-norme de l'histoire des Treize de Balzac, qui dure 12h30 dans sa première version (une adaptation de 4H20 s'appellera Out 1 : Spectre) . 
Pendant ces années, il devient l'ami de Marguerite Duras et lui produit trois films : La Femme du Gange (1974), India Song (1975), Baxter, Vera Baxter (1977). Il produit aussi une partie des Six fois deux (Sur et sous la communication) de Jean-Luc Godard (coréalisé avec Anne-Marie Miéville). Jean-Pierre Rassam lui présente Robert Bresson, cette nouvelle entente débouchera en 1977 sur un film : Le Diable probablement. 
En 1992, il fait un voyage en Italie et visite le monastère du film L'Avventura, peu après il rencontre Antonioni. En 1995, il lui produit le film Par-delà les nuages (en coréalisation avec Wim Wenders). 
Viendra ensuite la production du triptyque Eros qu'Antonioni coréalisera avec Steven Soderbergh et Wong Kar-wai en 2004.
Il réalisera par ailleurs deux courts-métrages : Chants d'oiseaux et Dirty.
Il est le fondateur des sociétés de production : Sunchild productions (1971-1981), Sunshine (1995), Solaris (2002-) Il a été assisté de la productrice Danièle Gégauff.

## Filmographie

### Acteur

#### Cinéma
- 1971 : Out 1, noli me tangere de Jacques Rivette : l'envoyé de Lorenzo

### Réalisateur

#### Cinéma
- 1982 : Musique au poing

### Producteur

#### Cinéma
- 1971 : Out 1, noli me tangere de Jacques Rivette
- 1972 : L'Italien des Roses de Charles Matton
- 1972 : Le Grand Départ  de Martial Raysse
- 1974 : La Femme du Gange  de Marguerite Duras
- 1975 : India Song de Marguerite Duras
- 1976 : Duelle de Jacques Rivette
- 1976 : Fortini/Cani de Danièle Huillet et Jean-Marie Straub
- 1976 : L'Assassin musicien de Benoit Jacquot
- 1976 : Noroît de Jacques Rivette
- 1977 : Aida de Pierre Jourdan
- 1977 : Baxter, Vera Baxter de Marguerite Duras
- 1977 : Le Diable probablement de Robert Bresson
- 1977 : Nadia Boulanger : Mademoiselle de Bruno Monsaingeon (moyen métrage)
- 1979 : Fidelio de Pierre Jourdan
- 1979 : Le Maître-nageur de Jean-Louis Trintignant
- 1980 : Deux lions au soleil de Claude Faraldo
- 1980 : Le Soleil en face de Pierre Kast
- 1980 : Une femme au bout de la nuit de Daniel Daërt
- 1981 : Merry-Go-Round de Jacques Rivette
- 1995 : Par-delà les nuages de Michelangelo Antonioni et Wim Wenders
- 2003 : Le Chien, le Général et les Oiseaux de Francis Nielsen
- 2004 : Eros segment The Dangerous Thread of Things de Michelangelo Antonioni

### Documentaire sur Stéphane Tchalgadjieff
- 2010 : Un étrange équipage de Boris Nicot, production INA - Ciné+